# La Berceuse (Quadrille)
Die La Berceuse ist eine Quadrille von Johann Strauss (Sohn) (op. 194). Sie wurde am 2. Februar 1857 im Sofienbad-Saal in Wien erstmals aufgeführt.

## Einzelnachweis
1. ↑  Quelle: Englische Version des Booklets (Seite 49) in der 52 CDs umfassenden Gesamtausgabe der Orchesterwerke von Johann Strauß (Sohn), Hrsg. Naxos (Label). Das Werk ist als zehnter Titel auf der 16. CD zu hören.